# Novo mesto
Novo mesto (Duits: Neustadtl, Neustädtel of Rudolfswerth) is een gemeente en een historische stad in de Sloveense regio Dolenjska.
De gemeente telde tijdens de volkstelling van 2002 40.925 inwoners, de stad telde 22.415 inwoners.

## Deelraden
De gemeente is verdeeld in 25 deelraden, die enige tientallen stadsdelen en omliggende dorpen omvatten. De deelraden zijn: Bela Cerkev, Birčna vas, Bršljin, Brusnice, Bučna vas, Center, Dolž, Drska, Gabrje, Gotna vas, Kandija-Grm, Ločna - Mačkovec, Majde Šilc, Mali Slatnik, Mestne njive, Otočec, Podgrad, Prečna, Regrča vas, Šmarjeta, Šmihel, Stopiče, Straža, Uršna sela in Žabja vas.

## Geschiedenis
De stad werd in de 14e eeuw gebouwd op aandringen van hertog Rudolf om zo een economisch en politiek steunpunt te hebben in het streven naar bezittingen richting Adriatische Zee. Vanaf de 16e tot de 18e eeuw kampte Novo mesto met toenemend belang van de stad Karlovac, waardoor het economisch leven naar die stad verschoof. Een van de gevolgen was de trek naar het platteland van de stedelijke bevolking. Omdat nieuwe verkeersverbindingen Novo mesto omzeilden en zich veeleer op Karlovac richtten, bleef de stagnatie voortduren tot in de 18e eeuw.
De stad kreeg in 1894 een spoorwegverbinding. De toenemende germanisering van het bestuur en openbare leven aan het eind van de 19e eeuw werd aan het begin van de 20e eeuw een halt toegeroepen. In 1908 werden Duitstalige opschriften uit het stadsbeeld verwijderd. Sinds 7 april 2006 is Novo mesto de zetel van het bisdom Novo mesto, dat suffragaan is aan het aartsbisdom Ljubljana.

## Huidige stad
Het op een rots gelegen centrum van de stad, wordt vooral gekarakteriseerd door de rivier Krka welke het grotendeels omringt.
Het stadsmuseum huisvest onder anderen een tentoonstelling over de vele archeologische vondsten die in het gebied rond Novo mesto gedaan zijn. Ook is er een grote expositie over de stad, Slovenië en/of Joegoslavië tijdens de Tweede Wereldoorlog.
In de stad staat nu een grote Renault fabriek waar o.a de Europese Twingo's worden gemaakt.

## Plaatsen in de gemeente
Birčna vas, Boričevo, Brezje, Brezovica pri Stopičah, Češča vas, Črešnjice, Črmošnjice pri Stopičah, Daljni Vrh, Dobovo, Dolenja vas, Dolenje Grčevje, Dolenje Kamenje, Dolenje Karteljevo, Dolenje Lakovnice, Dolenji Suhadol, Dolnja Težka Voda, Dolž, Gabrje, Golušnik, Gorenje Grčevje, Gorenje Kamence, Gorenje Kamenje, Gorenje Karteljevo, Gorenje Kronovo, Gorenje Lakovnice, Gorenje Mraševo, Gorenji Suhadol, Gornja Težka Voda, Gumberk, Herinja vas, Hrib pri Orehku, Hrušica, Hudo, Iglenik, Jama, Jelše pri Otočcu, Jugorje, Jurna vas, Konec, Koroška vas, Koti, Križe, Kuzarjev Kal, Laze, Leskovec, Lešnica, Lutrško Selo, Mala Cikava, Male Brusnice, Mali Cerovec, Mali Orehek, Mali Podljuben, Mali Slatnik, Mihovec, Novo mesto, Otočec, Paha, Pangrč Grm, Petane, Petelinjek, Plemberk, Podgrad, Potov Vrh, Prečna, Pristava, Rajnovšče, Rakovnik pri Birčni Vasi, Ratež, Sela pri Ratežu, Sela pri Zajčjem Vrhu, Sela pri Štravberku, Sevno, Smolenja vas, Srebrniče, Srednje Grčevje, Stopiče, Stranska vas, Suhor, Šentjošt, Škrjanče pri Novem mestu, Štravberk, Travni Dol, Trška Gora, Uršna sela, Velike Brusnice, Veliki Cerovec, Veliki Orehek, Veliki Podljuben, Veliki Slatnik, Verdun, Vinja vas, Vrh pri Ljubnu, Vrh pri Pahi, Vrhe, Zagrad pri Otočcu, Zajčji Vrh pri Stopičah, Ždinja vas, Žihovo selo

## Sport
Novo mesto was in 2000 de startplaats van de Ronde van Slovenië, een meerdaagse wielerkoers door Slovenië. De proloog, een korte tijdrit over 2,2 kilometer, werd dat jaar gewonnen door de Hongaar László Bodrogi.

## Geboren in Novo mesto
- Leon Štukelj (1898-1999), atleet
- Božidar Jakac (1899-1989), schilder
- Marjan Kozina (1907-1966), componist
- Stojan Puc (1921-2004), schaakgrootmeester
- Thérèse de Groot (1930-2011), Sloveens-Nederlands beeldhouwster
- Sandi Papež (1965), wielrenner
- Miro Saje (1965), dirigent
- Robert Englaro (1969), voetballer
- Melania Trump (1970), model en first lady van de Verenigde Staten
- Gorazd Štangelj (1973), wielrenner
- Branko Filip (1975), wielrenner
- Martin Derganc (1977), wielrenner
- Primož Kozmus (1979), kogelslingeraar
- Žiga Fifolt (1993), basketballer
- Žak Eržen (2005), wielrenner
- Jakob Omrzel (2006), wielrenner

Črnomelj · Dolenjske Toplice · Kočevje · Kostel · Loški Potok · Metlika · Mirna · Mirna Peč · Mokronog-Trebelno · Novo mesto · Osilnica · Ribnica · Semič · Šentjernej · Šentrupert · Škocjan · Šmarješke Toplice · Sodražica · Straža · Trebnje · Žužemberk